# See.SZA.Run
See.SZA.Run é o EP de estreia da cantora e compositora estadunidense SZA, lançada de forma independente em 29 de outubro de 2012. Depois de deixar a faculdade e adiar a pós-graduação, para ganhar dinheiro, SZA começou a gravar música de forma informal e decidiu continuar. SZA gravou músicas com um amigo próximo, usando aplicativos de produção e batidas da Internet.
Considerado como uma mixtape de PBR&B e neo-soul, See.SZA.Run tem um estilo musical diverso que incorpora gêneros urbanos contemporâneos, como soul, hip-hop e R&B minimalista. A mixtape também possui influências do cloud rap e R&B etéreo e também usa elementos da witch house e chillwave.
Após o lançamento, a mixtape foi recebida com aclamação da crítica. Críticos de música elogiaram o álbum, o seu conteúdo lírico e sua produção, e outros críticos compararam o álbum ao trabalho de músicos, incluindo Drake, The Weeknd, Miguel e Frank Ocean. Para promover a a obra, SZA lançou um videoclipe para a música "Country" em 9 de outubro de 2012.

## Antecedentes
Após a escola secundária, Rowe frequentou três faculdades separadas. Em seu ano de calouro, ela ficou "chapada, reprovou e desistiu". Foi à faculdade para estudar biologia marinha, com a intenção de fazer a pós-graduação para se tornar cientista e viajar. O plano nunca se materializou e ela começou a fazer trabalhos aleatórios para ganhar dinheiro. SZA conheceu membros do Top Dawg Entertainment durante o CMJ 2011, quando a empresa de roupas do namorado patrocinou um show no qual Kendrick Lamar estava participando. Um amigo que participou do show mostrou suas primeiras músicas para o presidente da Top Dawg Entertainment, o Terrence "Punch" Henderson , que gostou do material.
A SZA descreve o processo de gravação para a sua mixtape como sendo experimental, sem ter um objetivo maior em mente. SZA começou a gravar música de forma informal; depois de gravar uma música, ela continuou o processo até que ela decidiu que deveria "fazer algo fora disso". SZA gravou as músicas com seu amigo e vizinho. Eles usaram várias batidas da Internet. A mixtape apresentou a produção de brandUn DeShay, APSuperProducer, entre outros. Depois de tirar batidas de Brandun DeShay, SZA começou a trabalhar com DeShay.

## Faixas
| N.º            | Título               | Compositor(es) | Produtor(es)   | Duração |  |
| 1.             | "Bed"                | Solána Rowe    | AP Super [a]   | 4:19    |  |
| 2.             | "Euphraxia"          | Rowe           | Dot            | 3:20    |  |
| 3.             | "Advil"              | Rowe           | Brandun Deshay | 3:02    |  |
| 4.             | "Time Travel Undone" | Rowe           | Top Notch      | 3:06    |  |
| 5.             | "Crack Dreams"       | Rowe           | Deshay         | 3:01    |  |
| 6.             | "Country"            | Rowe           | Deshay         | 3:18    |  |
| 7.             | "Once Upon a High"   | Rowe           | Hasan Insane   | 2:51    |  |
| Duração total: | Duração total:       | Duração total: | Duração total: | 24:13   |  |

Créditos de demonstração
- "Advil" contém elementos de "Hyyerr", escrita por Scott Mescudi, Christian Kalla, Charles Worth, Kenneth Gamble e Leon Huff, interpretada por Kid Cudi e Chip tha Ripper.
- "Country" possui instrumental de "Country", produzida e interpretada por Empire of the Sun.

## Lançamento
| Local          | Data                  | Formato          | Gravadora               |
| -------------- | --------------------- | ---------------- | ----------------------- |
| Estados Unidos | 29 de outubro de 2012 | Download digital | Lançamento independente |